# Ctenolophus cregoei
Ctenolophus cregoei är en spindelart som först beskrevs av William Frederick Purcell 1902.  Ctenolophus cregoei ingår i släktet Ctenolophus och familjen Idiopidae. Inga underarter finns listade i Catalogue of Life.